# 日本ピグメント
日本ピグメント株式会社（Nippon Pigment Company Limited）は、東京都千代田区に本社を置く化学メーカー。
本稿では、持株会社であり、東京証券取引所スタンダード市場に上場している株式会社日本ピグメントホールディングスについても記述する。

## 概要
1925年7月に三輪商店として創業し、1949年7月に日本ピグメント株式会社として法人へ改組。主に樹脂用加工顔料やマスターバッチ（希釈して使用するタイプの樹脂用の着色剤）、樹脂コンパウンドの製造・販売を手掛けている。
2024年4月30日付で、住友化学から住化カラーの株式を取得し、住化カラーを連結子会社化した。
2024年10月1日付で持株会社制へ移行、日本ピグメントは株式会社日本ピグメントホールディングスに商号変更された他、事業は同年4月に設立した株式会社日本ピグメント分割準備会社から商号変更された日本ピグメント株式会社（2代）が継承した。

## 沿革
- 1925年7月 - 三輪商店として創業。
- 1933年7月 - 顔料国産化の目的をもって東京都板橋区に東京工場を設置。
- 1937年5月 - 三輪化学顔料工業株式会社として法人に改組。
- 1949年7月 - 日本ピグメント株式会社へ改組。
- 1961年10月 - 東京証券取引所2部上場。
- 1969年7月 - 名古屋ピグメント株式会社を設立。
- 1984年5月 - 東京ピグメント株式会社と大阪ピグメント株式会社を設立。
- 1988年5月 - ニッピ化成株式会社を設立。
- 1995年7月 - 東京工場を埼玉県深谷市へ移転した上で、埼玉川本工場に改称。
- 2014年3月 - 本社を現在地へ移転。
- 2020年4月 - 東京ピグメントがニッピ化成を吸収合併[10]。
- 2024年
  - 4月 - 住化カラー株式会社を連結子会社化[3][5][6][7]。
  - 10月 - 持株会社制へ移行。商号を株式会社日本ピグメントホールディングスに変更すると同時に、株式会社日本ピグメント分割準備会社から商号変更された日本ピグメント株式会社（2代）が事業を継承[9]。

## 子会社
- 東京ピグメント株式会社
- 名古屋ピグメント株式会社
- 大阪ピグメント株式会社
- 株式会社PLASiST
- Nippon Pigment（M）Sdn.Bhd.
- P.T. Nippisun Indonesia
- 天津碧美特工程塑料有限公司